# Remstal-Gymnasium Weinstadt
Das Remstal-Gymnasium Weinstadt – abgekürzt RGW – ist ein Gymnasium in Weinstadt, Baden-Württemberg.

## Geschichte
Im Jahr 1964 beschließt das Oberschulamt Waiblingen, ein Gymnasium in Weinstadt zu errichten. Zunächst bleibt die Schulträgerschaft jedoch noch bei der Stadt Waiblingen. Die erste Klasse wird im Schuljahr 1965/66 mit 36 Schülern in Beutelsbach untergebracht.
Ab 1. Dezember 1966 wird die Schule dann als Progymnasium geführt und Oberstudienrat Kächele vom Gymnasium Waiblingen kommissarisch mit der Wahrnehmung der Schulleitergeschäfte beauftragt. Im Schuljahr 1968/69 wird nach rund einjähriger Bauzeit der jetzige Hauptbau der Schule, dessen Architekten Kohn und Loges aus Stuttgart waren, bezogen. Der Bau wurde schließlich am 22. Mai 1970 eingeweiht.
Mit dem Abitur 1973 legen die ersten Schüler des Remstal-Gymnasiums die Reifeprüfung ab. In den Folgejahren wird das Gymnasium aufgrund stetig wachsender Schülerzahlen schrittweise um Ergänzungsbauten erweitert. So entsteht 1978 ein Neubau mit zusätzlichen Klassenzimmern, der 1980 nochmals erweitert wird. 1983 wird ein Chemiebau errichtet. 2003 erfolgt eine Aufstockung des Neubaus von 1980.
2007 wird eine Mensa für das gesamte Bildungszentrum Weinstadt eingerichtet.
Im Schuljahr 1980/81 wird mit rund 1450 Schülern die bisher größte Schülerzahl des Remstal-Gymnasiums erreicht. Aufgrund des Klassenzimmer-Mangels muss der Stundenplan zeitweise im Schichtunterricht gestaltet werden (zum Teil reiner Nachmittagsunterricht).
Mit dem Schuljahr 2003/04 beginnt der achtjährige gymnasiale Bildungsgang im naturwissenschaftlichen Profil.

## Schüleraustausch
Schüler werden mit folgenden Schulen ausgetauscht:
- Gymnasium in Parthenay, Frankreich, der Partnerstadt Weinstadts
- Gymnasium in Międzychód, Polen
- Grammer School in Lisburn, Nordirland, Vereinigtes Königreich
- Bis 2006: High-School in Cissna Park,  Illinois, USA
- 2006/2007: High-School in Contoocook, New Hampshire, USA
- Seit 2007: Centennial-High-School in Pueblo, Colorado, USA

## Sonstiges/Besonderheiten
- Seit November 2021 verfügt die Schule über einen Makerspace.[1]
- Bis 2022 nahm die Schule an der Schüler-Ingenieur-Akademie, kurz SIA, teil. Sie richtete sich an die Schüler/-innen der Oberstufe und konnte von diesen als Seminarkurs in Klasse 11 gewählt werden.[2]
- Schul-Bigband mit rund 20 Mitgliedern.[3]

## Bekannte Schüler
- Claus Paal (* 1967), Unternehmer und Politiker (CDU)
- Bettina G. Keller (* 1980), Professorin für Theoretische Chemie
- Mine (* 1986), Sängerin, Songwriterin und Musik- und Musikvideoproduzentin